# Суффель, Мадлен
Мадле́н Бланш Суффе́ль (фр. Madeleine Blanche Suffel; 26 ноября 1899, Париж, Франция — 11 апреля 1974, там же) — французская актриса

.

## Биография и карьера
Мадлен Бланш Суффель родилась 26 ноября 1899 года в Париже (Франция).
Суффель начала свою карьеру в 1922 году в качестве театральной актрисы, а начиная с 1931 года также снималась в кино и на телевидении. Всего за свою 50-летнюю карьеру она сыграла более 100 ролей в кино и на сцене. Зачастую играла консьержей и горничных, работала с такими режиссёрами как Саша Гитри, Пьер Коломбье, Марсель Карне и многими другими.
В 1951 году она чудесным образом избежала страшной автокатастрофы, в которой погиб её коллега, актёр Луи Флоренси.
Суффель скончалась 11 апреля 1974 года от сердечного приступа на 75-м году жизни в своём родном городе Париже и была похоронена там же на кладбище Батиньоль.

## Избранная фильмография
| Год  |   | Русское название      | Оригинальное название | Роль             |
| ---- | - | --------------------- | --------------------- | ---------------- |
| 1936 | ф | Тарас Бульба          | Tarass Boulba         |                  |
| 1950 | ф | Правосудие свершилось | Justice est faite     |                  |
| 1955 | ф | Дьяволицы             | Les Diaboliques       | La dégraisseuse  |
| 1958 | ф | В случае несчастья    | En cas de malheur     | Консьержка Иветт |